# Котляревский, Михаил Романович
Михаи́л Рома́нович Котляре́вский (род. 26 апреля 1997, Чита) — российский хоккеист, нападающий клуба КХЛ «Авангард» Мастер спорта России (2025).

## Карьера
Хоккеем начал заниматься с раннего возраста в детско-юношеской спортивной школе олимпийского резерва по хоккею Читы. Позже занимался в хоккейных школах «Северная Звезда» Москвы, «Металлург» Новокузнецка и «Ермак» Ангарска. В составе ангарской команды дебютировал на профессиональном уровне в первенстве молодёжной хоккейной лиги.
В сезоне 2015/2016 переехал в Уфу, где стал выступать в системе «Салавата Юлаева» за аффилированные команды «Батыр», «Толпар» и «Торос». 27 сентября 2016 года дебютировал в КХЛ в матче против новокузнецкого «Металлурга», а 18 февраля 2017 года отметился первым результативным действием в лиге, став автором голевой передачи в матче против тольяттинской «Лады».
В сезоне 2018/2019 перешёл в систему московского «Спартака», в составе которого выступал по 2021 год. За это время провёл за «Спартака» 71 матч, забросил 5 шайб и отдал 7 результативных передач (включая игры плей-офф). Также игрок привлекался к играм в составе фарм-клуба — воскресенском «Химике».
25 июня 2021 года был выменян в «Адмирал» на денежную компенсацию. Проведя в составе дальневосточной команды 6 игр, расторг контракт. 22 октября 2021 года подписал просмотровый контракт с клубом «Сочи». Летом 2022 года перешёл в «Трактор». 25 декабря 2024 года был обменян в «Северсталь», а 31 июля 2025 года — в «Авангард».